# 根岸泰樹
根岸 泰樹（ねぎし たいき、男性、1999年6月18日-）は、日本の俳優。スターダストプロモーション所属。

## 経歴
2009年12月にHigh Speed Boyz「叶えたい夢がある〜4EVER BOYZ AND GIRLZ SPIRIT〜」のPVに出演。
2010年2月にスターダストプロモーションのスタッフブログで新人として紹介される。

## 人物
- バラエティ番組『ピラメキーノ』（テレビ東京系列）内の企画「子役恋物語」において、特技のリフティングを披露した[2]。
- 好きな芸能人は、同事務所所属の女優・北川景子。[2]
- 好きな食べ物はマグロ、嫌いな食べ物はピーマンである。[3]

## 出演

### 映画
- DREAM PHOTO[4]（2010年、監督：遠藤潔司）
- eclair エクレール 〜お菓子放浪記〜（2011年）
- 星守る犬（2011年、東宝）
- 劇場版 仮面ライダーオーズ WONDERFUL 将軍と21のコアメダル（2011年） - 若葉駿 役
- めめめのくらげ（2013年） - 相楽樹蘭 役

### テレビドラマ
- 初恋クロニクル（2010年3月、BSフジ）
- 娼婦と淑女（2010年、東海テレビ）清瀬眞一 役
- スクール!!（2011年1月16日-3月、フジテレビ）田中勇気 役
- 宮部みゆきミステリー パーフェクト・ブルー 第2話（2012年10月15日、TBS）前島智之 役
- 再会（2012年12月8日、フジテレビ）

### CM
- 日立 プラズマテレビ「Wooo」家政婦は見た!Woooも見た!第二話・前編／後編（2010年7月21日 - ）藤大路陸斗 役
- レベルファイブ イナズマイレブン3 世界への挑戦 登場篇／対決篇（2010年6月23日 - 12月23日）

### プロモーションビデオ
- High Speed Boyz『叶えたい夢がある 〜4EVER BOYZ AND GIRLZ SPIRIT〜』（2009年12月9日）